# تيرا (حيوان)
التيرا (Eira barbara)، حيوان لاحم من فصيلة ابن عرس، مهده في الأمريكتين. هو النوع الوحيد في جنس إيرا.
والمعروف أيضًا باسم تيرا تولو موكو أو بريكو ليغيرو في أمريكا الوسطى، وموتات في الهندوراس، إيرارا في البرازيل، وسان هول أو viejo de monte في شبه جزيرة يوكاتان، والكلب الأخشاب المرتفعة (أو بويس شين التاريخي) في ترينيداد. يشتق اسم الجنس إيرا من الاسم الأصلي للحيوان في بوليفيا والبيرو، في حين أن الباربارا تعني «غريب» أو «أجنبي».

## معرض صور

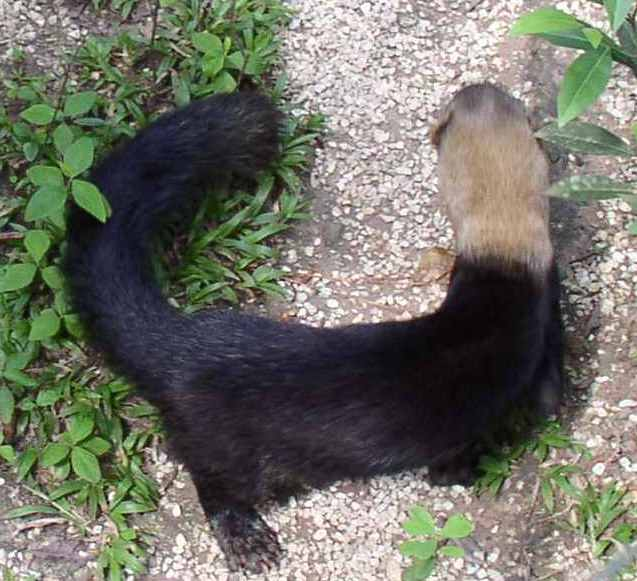
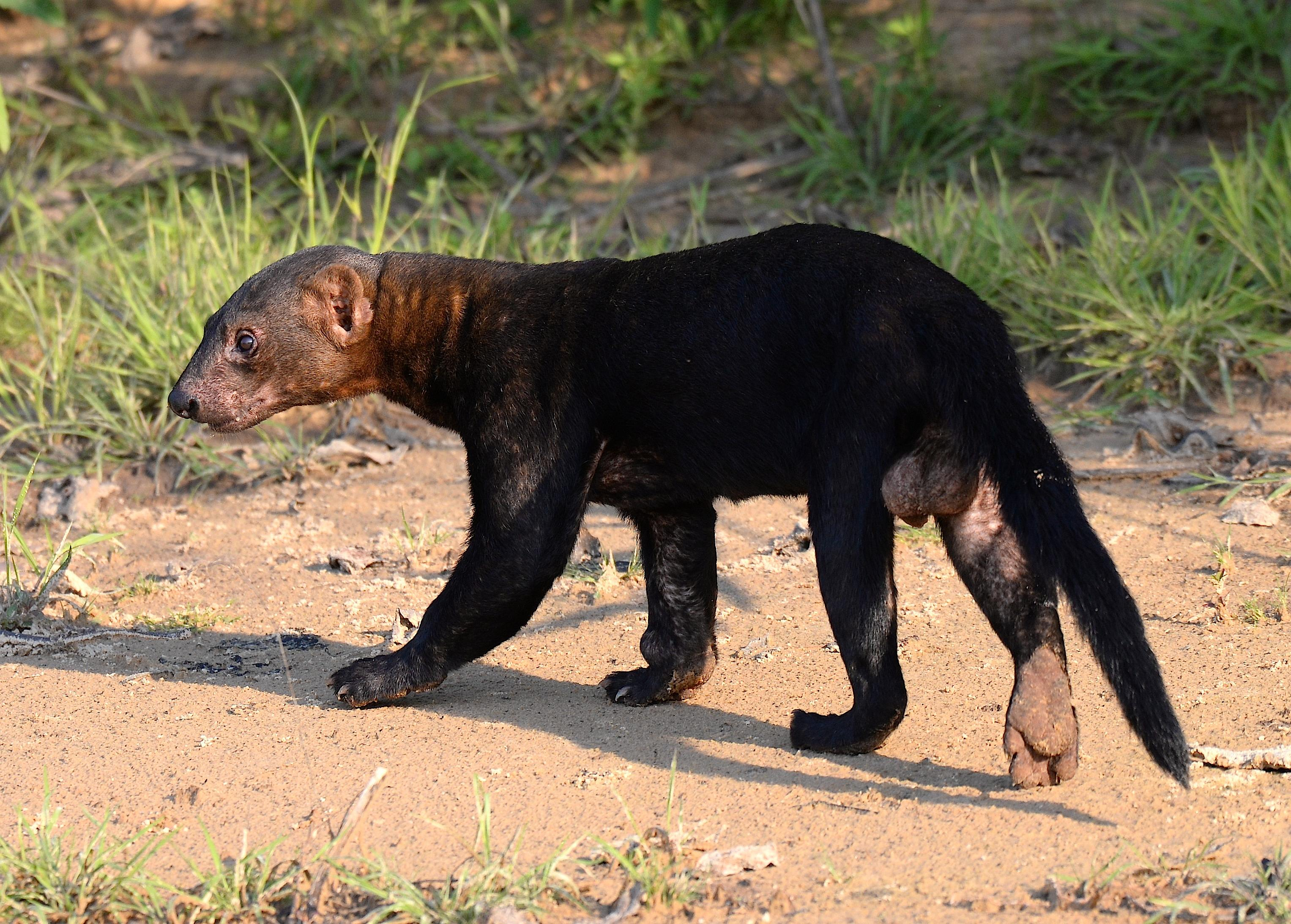
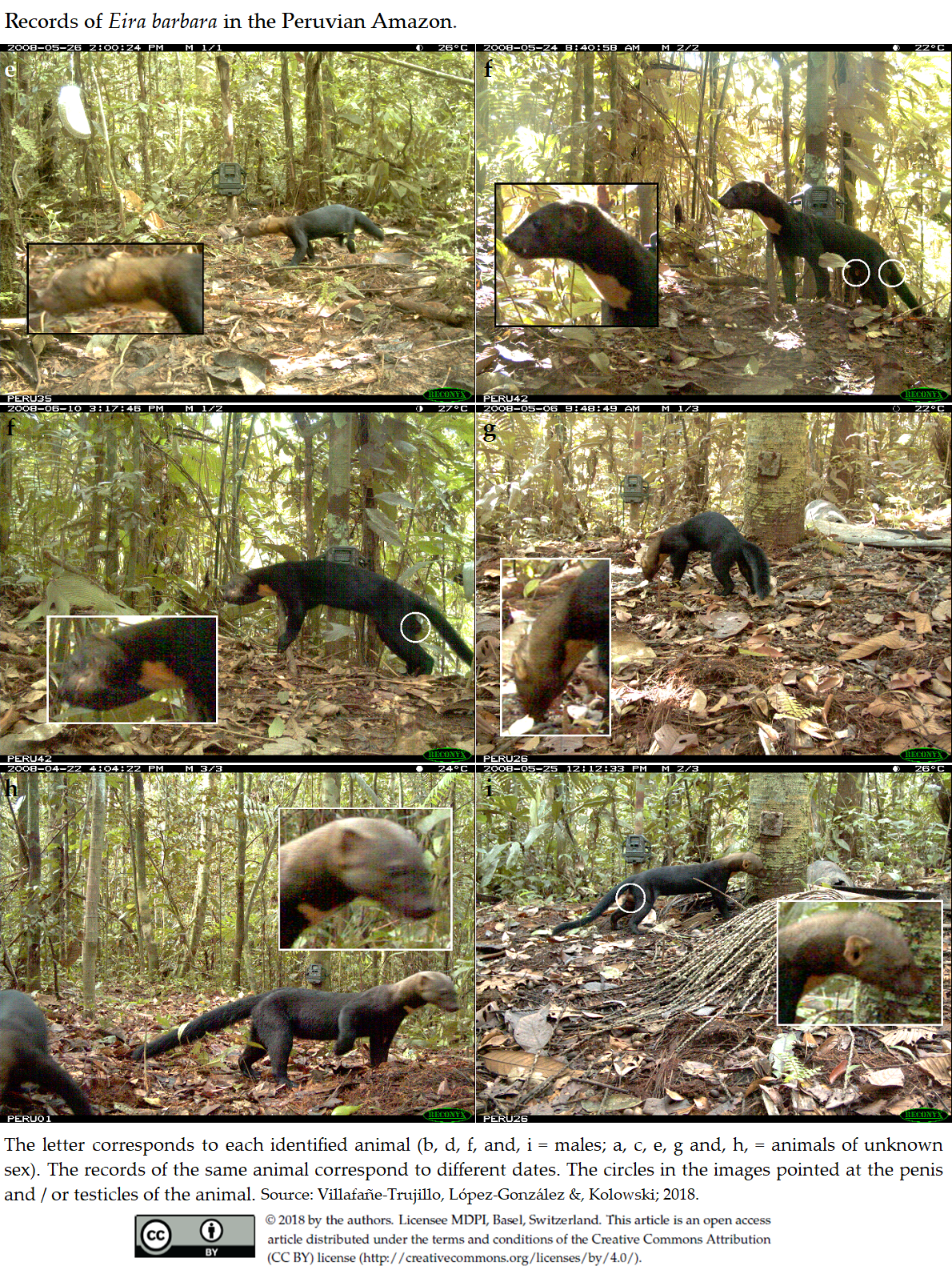
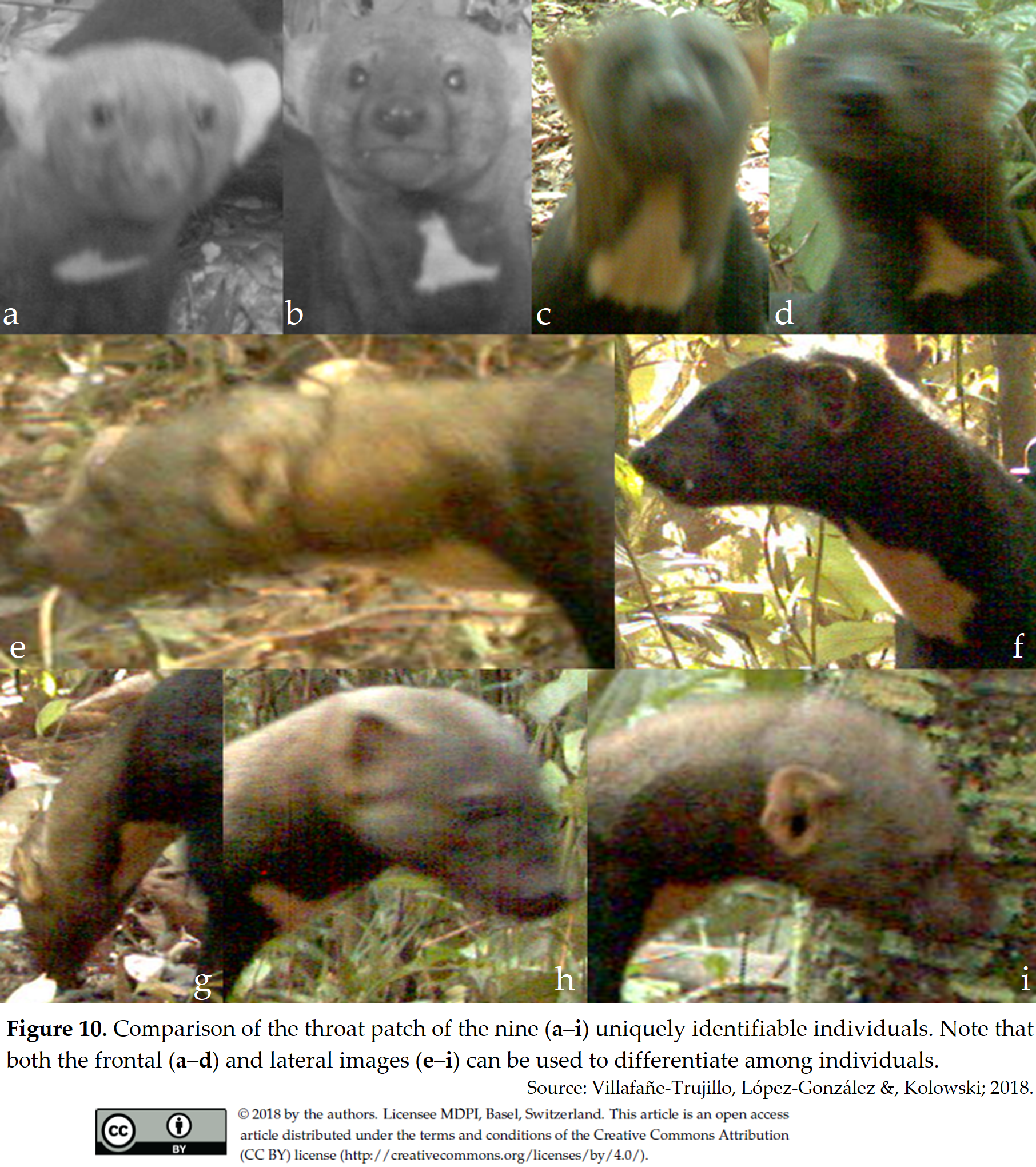
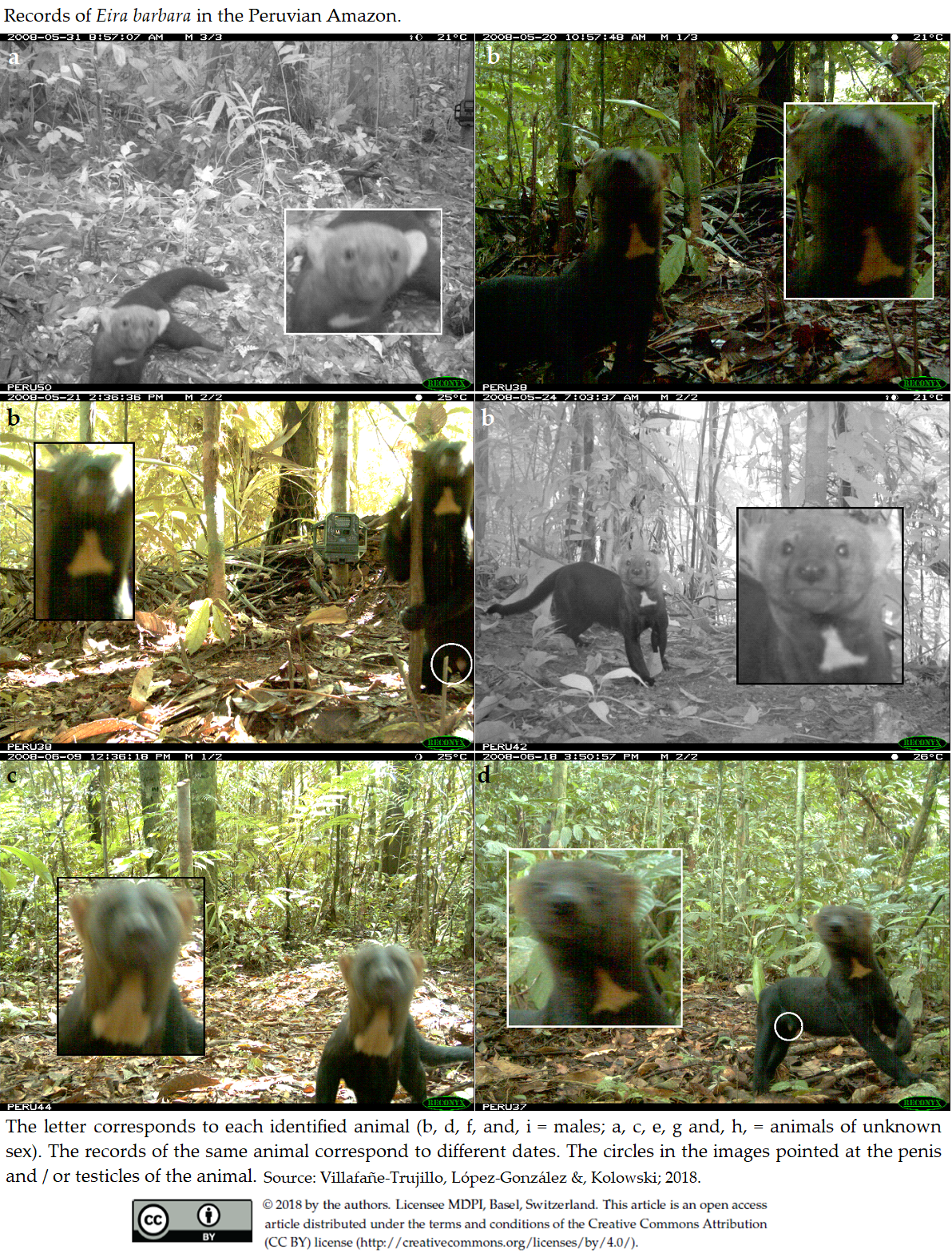